# Poppendorf, Steiermark
Poppendorf  är en ort i  kommunen Gnas i Österrike. Den ligger i distriktet Südoststeiermark i förbundslandet Steiermark.
Poppendorf var tidigare en självständig kommun, men blev den 1 januari 2015 en del av kommunen Gnas.  Kommunen bestod av tre orter (Ortschaften) (inom parentes invånarantal 1 januari 2024):
- Ebersdorf (226)
- Katzendorf (190)
- Poppendorf (260)